# Freies Randwertproblem
In der Mathematik ist ein freies Randwertproblem eine partielle Differentialgleichung, die sowohl für eine unbekannte Funktion {\displaystyle u} als auch für ein unbekanntes Gebiet {\displaystyle \Omega } gelöst werden soll. Das Segment {\displaystyle \Gamma } des Randes von {\displaystyle \Omega }, das zu Beginn des Problems nicht bekannt ist, ist der freie Rand.
Freie Randwertprobleme tauchen in verschiedenen mathematischen Modellen auf, die Anwendungen umfassen, die von physikalischen bis hin zu wirtschaftlichen, finanziellen und biologischen Phänomenen reichen, bei denen es einen zusätzlichen Effekt des Mediums gibt. Bei diesem Effekt handelt es sich im Allgemeinen um eine qualitative Veränderung des Mediums und damit um das Auftreten eines Phasenübergangs: Eis zu Wasser, Flüssigkeit zu Kristall, Kauf zu Verkauf (Vermögenswerte), aktiv zu inaktiv (Biologie), blau zu rot (Farbspiele), desorganisiert zu organisiert (selbstorganisierende Kritikalität). Ein interessanter Aspekt einer solchen Kritikalität ist die so genannte Sandhaufendynamik.
Das klassischste Beispiel ist das Schmelzen von Eis: Bei einem Eisblock kann man die Wärmeleitungsgleichung mit geeigneten Anfangs- und Randbedingungen lösen, um seine Temperatur zu bestimmen. Wenn jedoch die Temperatur in irgendeinem Bereich höher ist als der Schmelzpunkt von Eis, wird dieser Bereich stattdessen von flüssigem Wasser eingenommen. Der Rand, der sich an der Schnittstelle zwischen Eis und Flüssigkeit bildet, wird durch die Lösung der partiellen Differentialgleichung dynamisch gesteuert.